# Cá trích đỏ

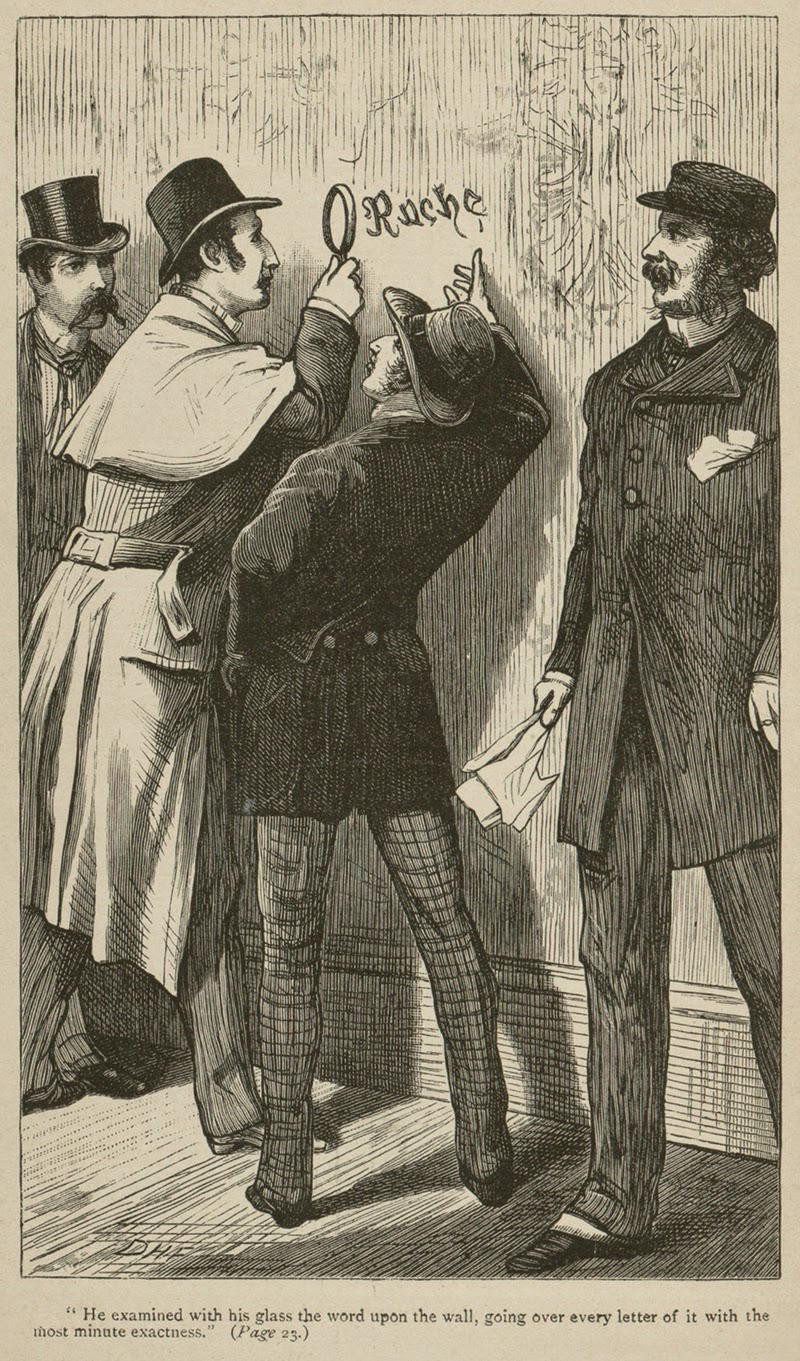
Trong câu chuyện bí ẩn "Cuộc điều tra màu đỏ", thám tử Sherlock Holmes kiểm tra một manh mối mà sau đó được tiết lộ là cố tình gây hiểu lầm (tức là cá trích đỏ).

Cá trích đỏ (tiếng Anh: red herring) là một thuật ngữ tiếng Anh chỉ một thứ gì đó được tạo ra với mục đích đánh lạc hướng, gây hiểu nhầm khi tranh luận, diễn giải một câu hỏi hoặc đề tài quan trọng. Nó thường được xem như là một kiểu ngụy biện logic hoặc một thủ pháp văn học mà cố tình dẫn độc giả hoặc khán giả đến một kết luận sai. Cá trích đỏ có thể được sử dụng một cách có chủ ý, như trong tiểu thuyết bí ẩn hoặc là một phần trong các bút pháp tu từ (ví dụ trong chính trị) hoặc có thể được sử dụng một cách vô tình khi tranh luận.
Thuật ngữ này đã được phổ biến vào năm 1807 bởi nhà chính trị gia người Anh William Cobbett. Ông đã kể một câu chuyện về việc sử dụng một con kipper (một con cá hun khói có mùi mạnh) để buộc chó săn đuổi theo thỏ rừng.

## Ngụy biện logic
Là một dạng ngụy biện, cá trích đỏ thuộc một trường hợp khái quát liên quan đến sai lầm. Không giống như hình nộm rơm, dùng để bóp méo, gây hiểu nhầm về vị trí của các bên tham gia, cá trích đỏ là một chiến thuật mang tính nghi binh, dù kết quả cuối cùng có thể dẫn đến một thứ gì đó không liên quan. Theo Từ điển tiếng Anh Oxford, một thủ pháp cá trích đỏ có thể là cố ý, hoặc vô ý; nó không nhất thiết là một ý định có ý thức để đánh lừa.
Ngụy biện cá trích đỏ là một dạng ngụy biện theo đó người nói đưa ra một vấn đề chẳng liên quan gì đến chủ để đang tranh luận. Một ví dụ cho dạng ngụy biện này như sau: "Chúng ta nên nâng cao các tiêu chuẩn học tập cho sinh viên. Sở dĩ tôi đề xuất việc này là vì chúng ta đang gặp khủng hoảng tài chính, và anh không muốn điều này ảnh hưởng đến tiền lương của nhân viên chúng ta phải không?". Vế thứ hai của câu rõ ràng không hề liên quan đến chủ đề tranh luận.

## Thủ pháp văn học
Trong tiểu thuyết phi hư cấu, một nhà văn sử dụng cá trích đỏ khi họ cố tình tạo ra một đầu mối sai lệch dẫn độc giả hoặc khán giả đến một kết luận sai. Ví dụ, nhân vật của Đức cha Aringarosa trong Mật mã Da Vinci của Dan Brown được trình bày sao cho anh ta có liên quan đến âm mưu chính của nhà thờ, nhưng sau đó nhân vật phản diện hoàn toàn chả dính dáng gì lại xuất hiện và thế chỗ. Tên của nhân vật này là một từ tiếng Ý được dịch một cách lỏng lẻo, mang nghĩa "cá trích đỏ" (aringa rosa; rosa thực sự có nghĩa là màu hồng, và rất gần với rossa, màu đỏ).
Cá trích đỏ thường được sử dụng trong các nghiên cứu hợp pháp và các bài kiểm tra nhằm đánh lừa hoặc đánh lạc hướng học sinh, từ đó đưa ra kết luận chính xác về một vấn đề. Các thủ thuật này thường được dùng khi cần kiểm tra mức độ hiểu biết cơ bản về luật cũng như khả năng nhận thức đúng các tình huống thực tế của học sinh.